# Rachid Housni
 (juillet 2016).
Si vous disposez d'ouvrages ou d'articles de référence ou si vous connaissez des sites web de qualité traitant du thème abordé ici, merci de compléter l'article en donnant les références utiles à sa vérifiabilité et en les liant à la section « Notes et références ».
Rachid Housni, né le 2 mai 1990 à Sarcelles, est un footballeur international marocain qui joue au poste de milieu de terrain.

## Palmarès
- Vainqueur du Groupe G de CFA2 en 2012 avec le Trélissac FC
- Champion du Maroc en 2015 avec le Wydad de Casablanca